# Aglaoschema ventrale
Aglaoschema ventrale là một loài bọ cánh cứng trong họ Cerambycidae.